# ヤエヤマクロバイ

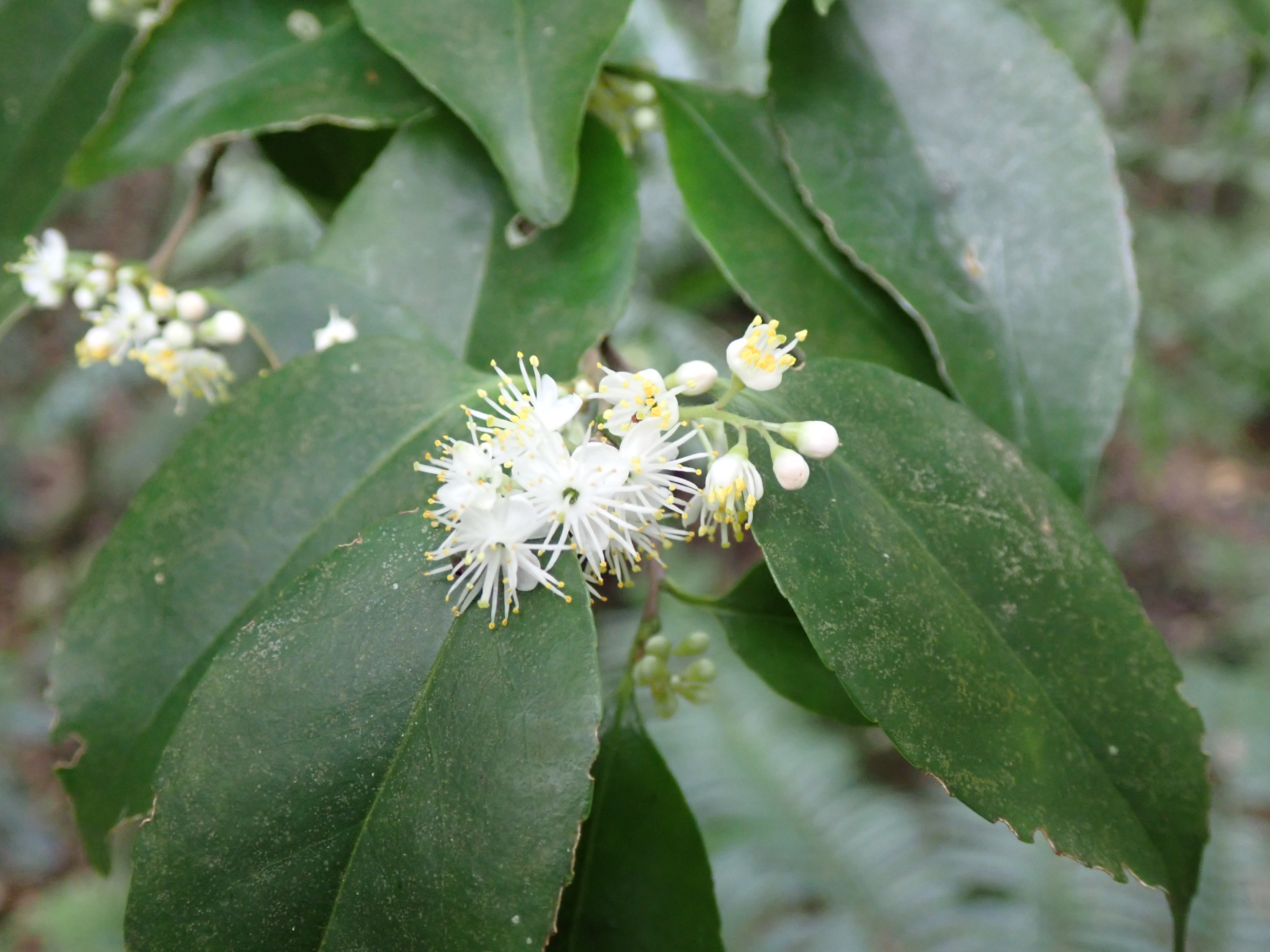
開花（2025年1月 沖縄県石垣市 バンナ公園）

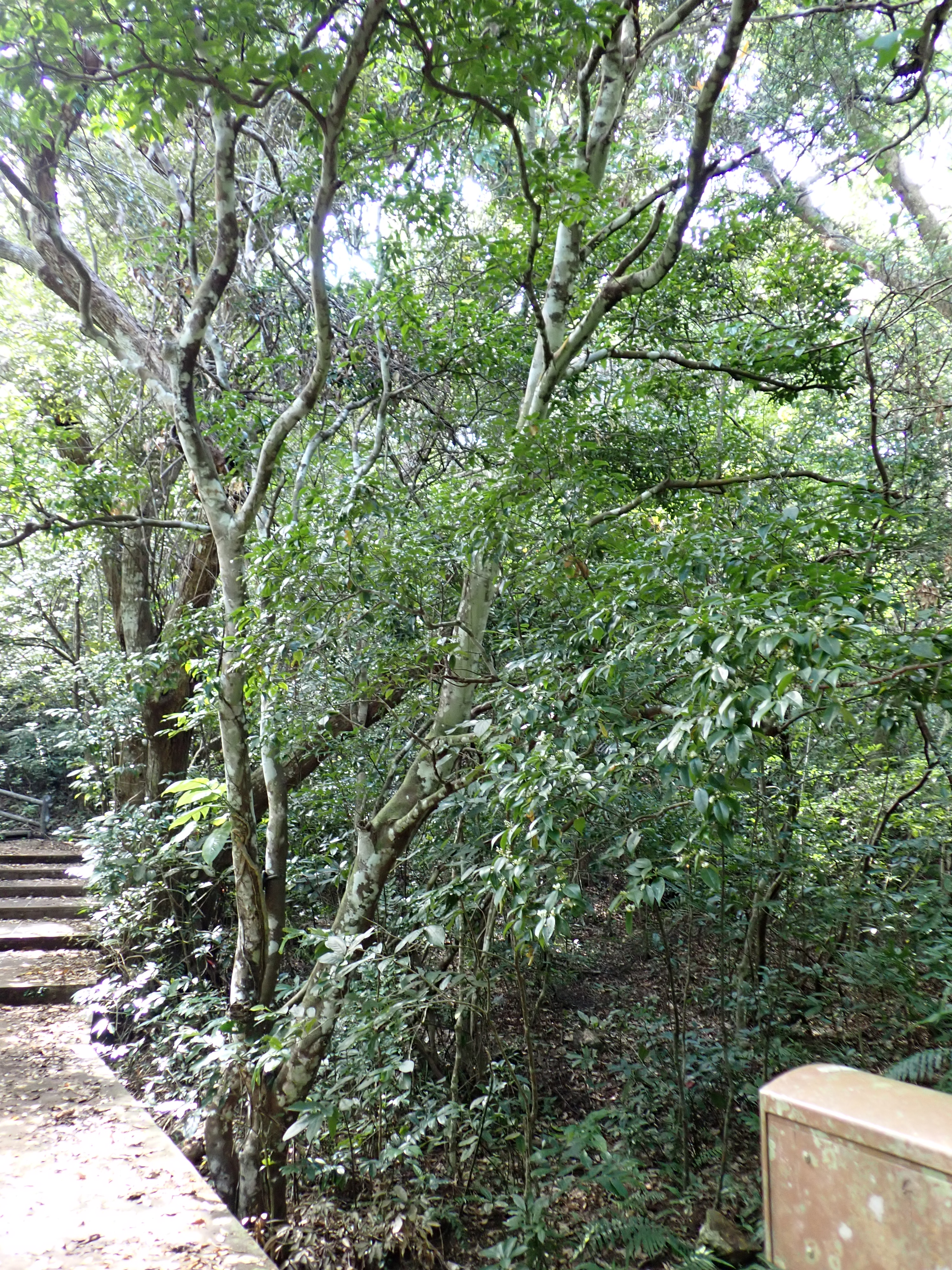
樹姿（2025年1月 沖縄県石垣市 バンナ公園）

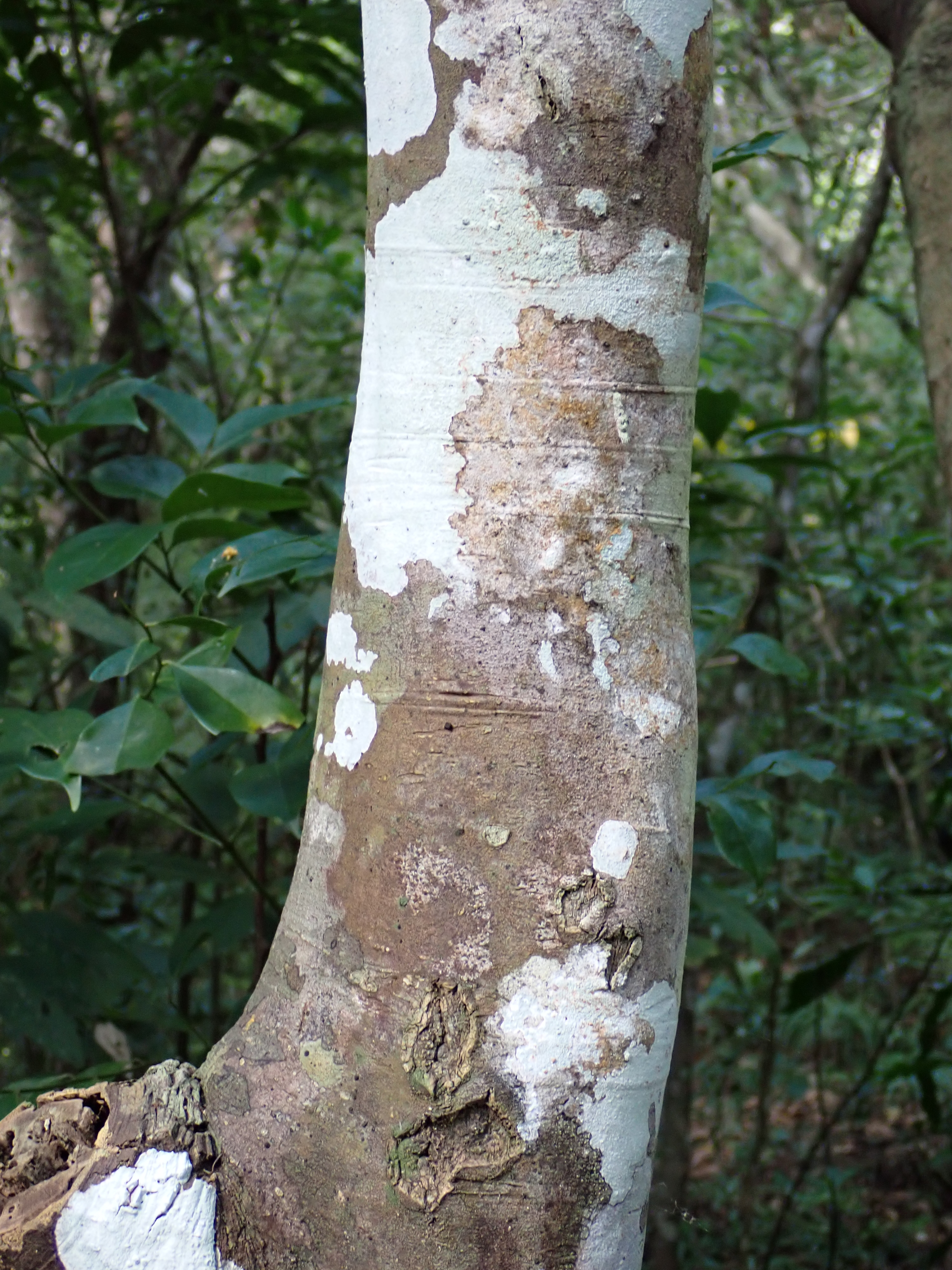
幹（2025年1月 沖縄県石垣市 バンナ公園）

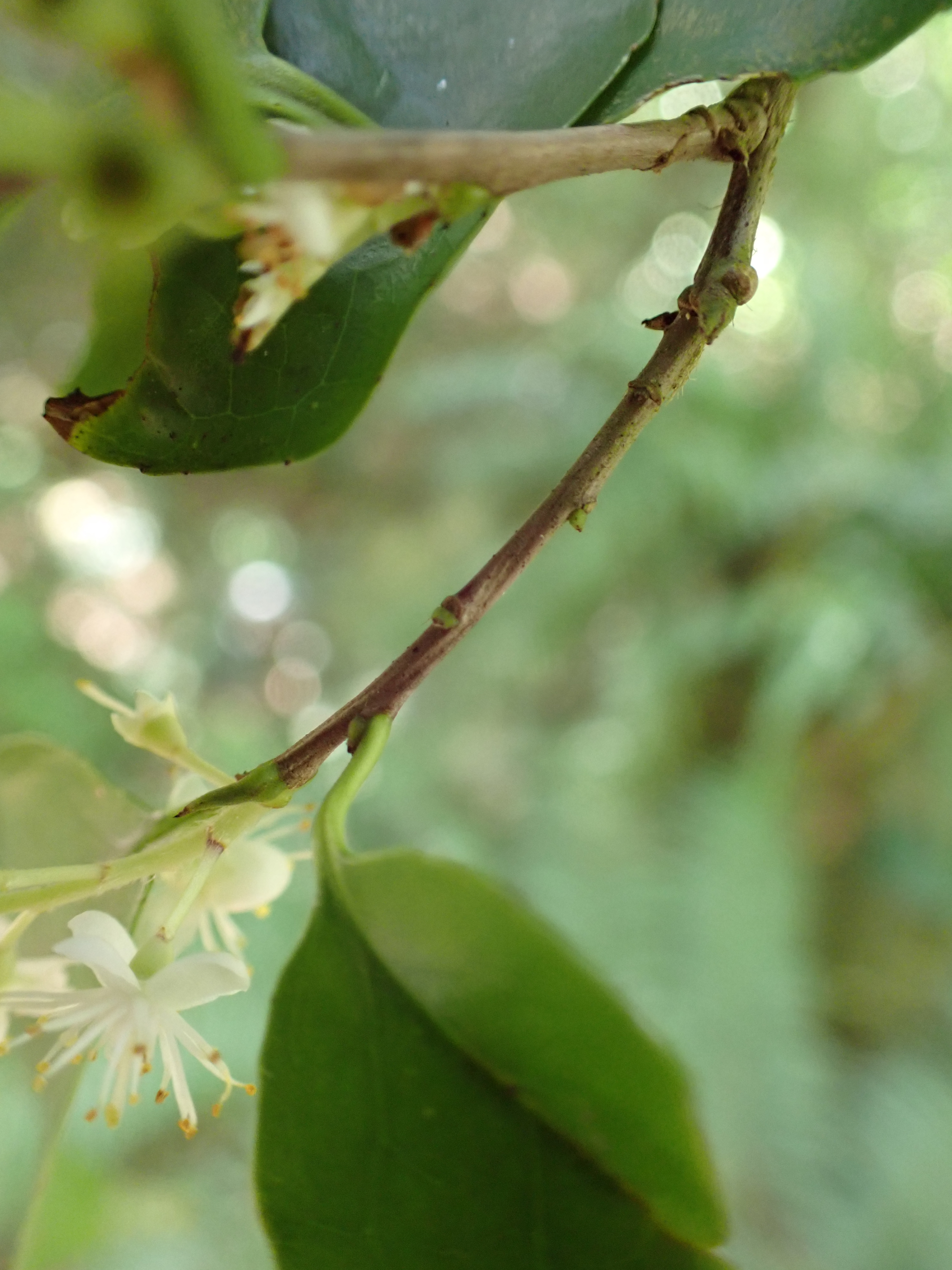
褐色の若枝（2025年1月 沖縄県石垣市 バンナ公園）

ヤエヤマクロバイ（別名　ソウザンハイノキ、学名：Symplocos caudata）はハイノキ科ハイノキ属の常緑高木。

## 特徴
高さ5–15 m。葉は長さ4–10 cm、やや硬く光沢が強く、鈍鋸歯縁で互生する。若枝は褐色で普通白い長毛があるが、無毛のこともある等、形状に変異がみられる。花柄は長さ1–8 mm。花は白色または淡紫色を帯び、冬に咲く。実は緑色で長さ6 mm。クロバイに比べて総状花序の花数が3–10個と少ない点で異なる。またハイノキやアオバナハイノキは若枝の色が緑色であり、本種とは異なる。

## 分布と生育環境
石垣島および西表島に稀に産する。国外は台湾、中国南部、ヒマラヤ、インドシナ、マレー半島に分布。POWOでは後述の通り南西諸島と中国がS. caudataの分布域に含まれず、台湾～東南アジアなどに分布するとしている。

## 分類
ヤエヤマクロバイやクロバイなどの分類については、以下のようにYListとPOWOで見解が異なる。本稿ではYList等に従い、学名をS. caudataと表記する。
YListは、ヤエヤマクロバイの学名としてS. caudataを標準、S．sozanensisをシノニムとし、クロバイの学名としてS．prunifoliaを標準としている。また、S. sumuntiaはヤエヤマクロバイ、クロバイ、アオバナハイノキおよび国外産バイカハイノキS. decoraの計4種のアウクトルムとしている。
POWOは、S. sumuntia var. sumuntiaを日本本土、南西諸島、東アジア～東南アジアに分布する種で、S. decora、S. prunifolia、S．sozanensisなどをS. sumuntia var. sumuntiaのシノニム（異タイプ異名）とし、S. caudataは台湾～東南アジア産の（南西諸島に分布しない）別種としている。
以前の図鑑等ではヤエヤマクロバイやソウザンハイノキをアオバナハイノキの別名と記し同種扱いするものと、これらを別種扱いに区別して記すものがある。